# 恋人ならば (井上純一の曲)
「恋人ならば」は、1975年8月1日に日本コロムビアから発売された井上純一のデビューシングルである。

## 概要
『夏のまぼろし』は2022年3月時点、未CD化。

## 収録曲
両曲とも、作詞:有馬三恵子/作曲:鈴木邦彦/ 編曲:高田弘
A面
1. 恋人ならば [2:57]

B面
1. 夏のまぼろし [3:05]